# 烏丸光祖
烏丸光祖（からすまる みつのり、延享3年（1746年）7月22日 - 文化11年（1814年）8月19日）は、江戸時代中期の公卿。

## 官歴
- 宝暦元年（1751年）：従五位下
- 宝暦5年（1755年）：侍従
- 宝暦6年（1756年）：従五位上
- 宝暦10年（1760年）：正五位下
- 宝暦12年（1762年）：右少弁
- 明和元年（1764年）：正五位上、蔵人頭、右中弁、右衛門権佐
- 明和5年（1768年）：春宮大進、右中弁、賀茂上下社奉行
- 明和6年（1769年）：造興福寺長官、左中弁
- 明和7年（1770年）：補蔵人、補院判官代
- 明和8年（1771年）：従四位下
- 明和9年（1772年）：正四位上、補蔵人頭
- 安永元年（1772年）：左大弁、参議
- 安永7年（1778年）：従三位
- 安永8年（1779年）：正三位
- 安永9年（1780年）：権中納言
- 天明2年（1782年）：従二位、賀茂上下社伝奏、踏歌節会外弁
- 天明5年（1785年）：正二位
- 天明7年（1787年）：権大納言

## 系譜
- 父：烏丸光胤
- 子：烏丸資董
- 子：烏丸光訓